# Sport Clube Freamunde
El Sport Clube Freamunde es un club de fútbol portugués de la ciudad de Freamunde. Fue fundado en 1933 y juega en la Primera División de Oporto.

## Jugadores

### Jugadores destacados
- Sergio Hipperdinger
- Blas Tapparello
- Claudio Salto
- Vitorino Antunes
- Bock
- José Bosingwa
- Paulo Sousa
- Alain N'Kong